# BTK Frej

BTK Frej (Bordtennisklubben Frej) är en svensk bordtennisklubb verksam i Växjö kommun. Klubbens nuvarande träningshall är Fläktgruppen Arena som ligger på Hjalmar Petris väg 39 i Växjö. Klubben har sedan sin start odlat fram ett antal framstående spelare. Frej Växjö(även under namnet Växjö pingis) spelade säsongerna 2010/2011, 2011/2012 och 2012/2014 i den högsta ligan i Sverige, Pingisligan. Frej Växjö var juridiskt sett en egen klubb men hade en stor koppling till BTK Frej.

## Historia
Klubben bildades år 1945. En stark klubbkänsla och en medveten satsning på egna ungdomar har varit och är fortfarande utmärkande för föreningen.
Marschen uppåt i seriesystemet för klubbens A-lag började under 60-talet och säsongen 1970-71 spelade klubben i den högsta serien. Efter denna säsong följde en vågdal under 70-talet. Säsongen 1981-82 spelades det åter elitseriepingis i Växjö. Då mötte BTK Frej bland annat Spårvägen, med den då 16-årige J-O Waldner i laget. Vår spelare Ulf "Gytten" Gustafson slog honom i två raka set.
Under hela 80-talet producerades en rad talanger i föreningen. Spelare som idag representerar, eller har representerat, andra elitserieklubbar är till exempel Magnus Pettersson Halmstad BTK, Göran Wranå Kalmar BTK, Anders Johansson Spårvägens IF och Tommy Johansson BTK Enig. På damsidan spelade A-laget under säsongerna 1983-1984 och 1998-1999 i näst högsta serien.
Den största av alla spelare som har spelat i Frej är Ulf "Gytten" Gustafson, med sina sju A-landskamper och spel i stora mästerskap på meritlistan. Under sin storhetstid på 70-talet spelade han i Sölvesborg, men var med båda gångerna då Frej spelat i den högsta serien. Första gången hette lagkamraterna: Per-Folke Johansson, Ronny Jakobsson och Bengt Axelsson. Detta var ett väldigt ungt lag där bara Ronny var över 20 år. Andra gången ingick Dan Ottosson, Niklas Swalling, Bo Lindmark, Mats Larsson och Percy Karlsson i laget tillsammans med Ulf. Laget var lite ojämnt och Frej åkte ännu en gång ur den högsta serien.

## FrejVäxjö

### 2010/2011
| Spelare | Spelare             | Spelare | Spelare   | Spelare             | Spelare |
| ------- | ------------------- | ------- | --------- | ------------------- | ------- |
|         | Spelare             | Spelar  | Födelseår | Födelseort          |         |
| Sverige | Joachim Bachstätter | Vänster | 1989      | Växjö, Sverige      |         |
| Sverige | Andreas Törnkvist   | Höger   | 1989      | Vislanda, Sverige   |         |
| Sverige | Fabian Åkerström    | Höger   | 1988      | Karlskrona, Sverige |         |